# رامون آلفونسدا
رامون آلفونسدا (انگلیسی: Ramón Alfonseda؛ زادهٔ ۴ مارس ۱۹۴۸) بازیکن فوتبال بازنشسته اهل اسپانیا است. وی در مسابقات فوتبال بازی‌های المپیک تابستانی ۱۹۶۸ شرکت کرد.